# Định lý Brouwer
Định lý Brouwer được phát biểu năm 1912 bởi nhà luận lý học Hà Lan Luizen Egbertus Jan Brouwer và còn có tên là Nguyên lý điểm bất động Brouwer. Đây là một trong những định lý toán học quan trọng của thế kỉ 20, ngày nay vẫn đang được tiếp tục mở rộng. Chứng minh nguyên thủy của Brouwer sử dụng phương pháp tôpô (phương pháp bậc của ánh xạ liên tục). Ngày nay đã có ít nhất năm cách chứng minh khác nhau cho nguyên lý nổi tiếng này và hàng chục định lý tương đương với nó đã được tìm ra.

## Phát biểu (dạng nguyên thủy)
Một ánh xạ liên tục f từ hình cầu đóng trong {\displaystyle R^{n}} vào chính nó phải có điểm bất động, tức là tồn tại x sao cho f(x)=x. Thí dụ: Trong mặt phẳng phức, mọi ánh xạ liên tục của hình tròn đơn vị vào chính nó sẽ có một điểm cố định.

## Mở rộng
Schauder, Tikhonov đã mở rộng nguyên lý này, và ở dạng tổng quát nó được gọi là nguyên lý Brouwer-Schauder-Tikhonov. Phát biểu như sau: Một ánh xạ liên tục f từ một tập lồi compact trong một không gian vector topo lồi địa phương Hausdorff vào chính nó phải có điểm bất động.

## Hiện trạng
Cho đến nay, người ta chưa biết liệu có thể bỏ đi điều kiện "lồi địa phương" trong định lý trên hay không. Một điểm nữa là người ta đã mở rộng định lý này cho cả các ánh xạ đa trị.